# Johann Friedrich Wentzel der Jüngere
Johann Friedrich Wentzel d. J. (* 1709 in Berlin; † 1782 ebenda) war ein deutscher Maler.
Wentzel war der Sohn des Malers Johann Friedrich Wentzel d. Ä. Er lernte die Malerei bei seinem Vater. Nach dessen Tod im Jahr 1729 übte er sich selbst im Kopieren historischer Gemälde. 1734 bereiste er Holland und England. Dort studierte er zwei Jahre bei Jacopo Amiconi. Anschließend ging er nach Frankreich und wieder nach Holland. Nach seiner Rückkehr nach Deutschland im Jahr 1738 ließ er sich in Hamburg nieder. Dort blieb er bis 1760 und kehrte dann nach Berlin zurück, wo er bis zu seinem Tod als Historienmaler tätig war.